# アメノフル
『アメノフル』は、原作：たけぐし一本、作画：みたらし三大による日本の漫画。『週刊少年ジャンプ』（集英社）において、2021年20号から2021年41号まで連載された。全19話。連載開始時には、本作のPVが公開された。
作画担当でもあるみたらしの初連載作品。また、原作担当のたけぐしは経歴が一切判明しておらず、本作が最初の作品となる。
キャッチコピーは「前代未聞のスイーツバトルコメディ開幕!!」で、お菓子の特殊能力を身につけた少年少女が戦うアクション漫画。

## あらすじ
お菓子使いという能力に目覚めた人間が現れるようになり、東京がペロペロキャンディのお菓子使いによって滅びた。一部のお菓子使いは犯罪に走るようになり、対策のためにお菓子警察ルセットが設立される。女子高生の水瀬ツムギは、真犯人を見つけてやっつけるために、お菓子警察ルセットの試験を受ける。ツムギの秘密を知った三鳥ミサキと入江トウカは、ツムギを監視下に置く。

## 登場人物
声はボイスコミックの担当声優。
水瀬 ツムギ（みなせ ツムギ）
声 - 高岸美里亜
本作の主人公。お菓子好きの女子高生。自他共に認める美少女で、自らペロペロキャンディのお菓子使いであることを隠している。怒ると、男勝りな声で喋る。
三鳥 ミサキ（みどり ミサキ）
声 - 川島零士
ルセット（お菓子警察）の職員で、ツムギの高校のクラスメイト（転入生）。お菓子が嫌いで、巨大なフォークを武器にして戦う。クソ真面目で学力が低く、0点を取ることもしばしば。
入江 トウカ（いりえ トウカ）
声 - 東海林亜祐
ルセットの職員・高校の上級生。バニラアイスクリームのお菓子使い。常に眼鏡をかけ、デキる女の雰囲気を醸しているが抜けている。左右違いの靴下がトレードマーク。
海野 マモル（うみの マモル）
長身の青年で、ルセット局長の息子。素質は高いが情緒不安定。トウカに憧れている。ツムギとペアで入隊試験を受けることになる。
雨内（あまない）
ルセット第一次試験の試験官。見た目とは裏腹に厳しい一面も持つ。
アマト
5年前に東京を壊滅させた犯人。ツムギと同じペロペロキャンディの能力を持っている。何人かのお菓子使いの仲間がいる。
ペロペロキャンディのお菓子使い
5年前に東京を壊滅させた犯人。ツムギと同じ能力を持っている。

## 登場したお菓子
1巻：ペロペロキャンディ、ドーナツ（1話）、マカロン（2話）、バニラアイスクリーム（3話）
2巻：ポップコーン（8話）、ガム（12話）、グミ（12話）、クッキー（12話）
3巻：わたがし(17話)、チョコレート(17話)、モンブラン(17話)

## 用語
トイトイキャンディ
シンディトイトイというメーカーが製造したキャンディ。世界に二つとないという触れ込みで出回った。食べると、お菓子を自在に生み出すことができるようになる。100粒限定で、販売停止となっている。お菓子使いのお菓子はワンオフで他人とかぶらないとされているが、ペロペロキャンディのお菓子使いは2人いるようである。
ルセット
お菓子警察。お菓子使い5人と多数の職員で構成される。一般装備は巨大なフォークやスプーン。
金ぺい糖
ルセット職員が服用する薬剤。金平糖の形をしており、食べると身体が強化される。

## 書誌情報
- たけぐし一本（原作）・みたらし三大（作画）『アメノフル』集英社〈ジャンプ・コミックス〉、全3巻
  1. 「雨の降る」2021年8月4日発売[2][3]、ISBN 978-4-08-882778-0
  2. 「緊急事態？」2021年10月4日発売[4]、ISBN 978-4-08-882837-4
  3. 「フルスイング」2021年12月4日発売[5]、ISBN 978-4-08-882873-2